# Lockheed Martin FB-22
Lockheed Martin FB-22 (imenovan tudi Strike Raptor; angleško Udarna roparica) je bilo prototipno lovsko-bombniško letalo.

## Ozadje
Leta 2002 je Lockheed Martin podpisal pogodbo z Zračnimi silami ZDA (USAF) za nadgradnjo letal F-22 v bombniški model. Letalo naj bi bilo daljše od sedanjega in imelo bi večji dolet. Zanimivost je, da izpeljanka naj ne bi imela repnih kril. Bombniška različica letala F-22 naj bi imela poceni in nenevarne polete nad sovražnikovo ozemlje. K temu bi pripomogla tehnologija, ki jo že ima F-22. Bombnik bo lovski. Torej bo napadal premične tarče. Zamenjal naj bi sedanjo letalo F-111 in letalo F-15E.

## Razlike med letaloma FB-22 in F-22
Letalo FB-22 se bo od F-22 razlikoval po večjih krilih delta, FB-22 ne bo imel repnih kril, večji tank za gorivo in s tem tudi večji domet, večji prostor v trupu za orožje in izboljšano »stealth« tehnologijo. Možna je tudi zamenjava motorjev. Notranjost letala FB-22 naj bi dovoljevala nošenje do 24 bomb (SDB- Small Diameter Bombs) do 100 kilogramov. Kasneje so to število povečali na 30. Vodene pa naj bi bile s tehnologijo GPS. 

## Nadaljnji razvoj
Ker je večino dela že bilo narejeno, zaradi podobnosti med letalom FB-22 in F-22, naj bi projekt stal le od $5 milijard do $7 milijard. Letalo naj bi bilo pripravljeno do leta 2018. Leta 2037 pa naj bi bilo uvedeno v službo. Zaradi velikih stroškov vojne v Iraku, so bili nekateri projekti prekinjeni. Med drugim tudi razvoj letala FB-22.

## Sorodna letala
- Lockheed F-22 Raptor